# Villa Saporiti (Piverone)
Villa Saporiti è una storica residenza d'eclettismo liberty affacciata sul lago di Viverone presso il lido di Anzasco nel territorio del comune di Piverone in Piemonte.

## Storia
La grande villa venne eretta nel 1920 per volere di Giuseppe Saporiti (1880-1954), un ricco imprenditore edile varesino attivo fra Italia e Francia nella prima metà del XX secolo.

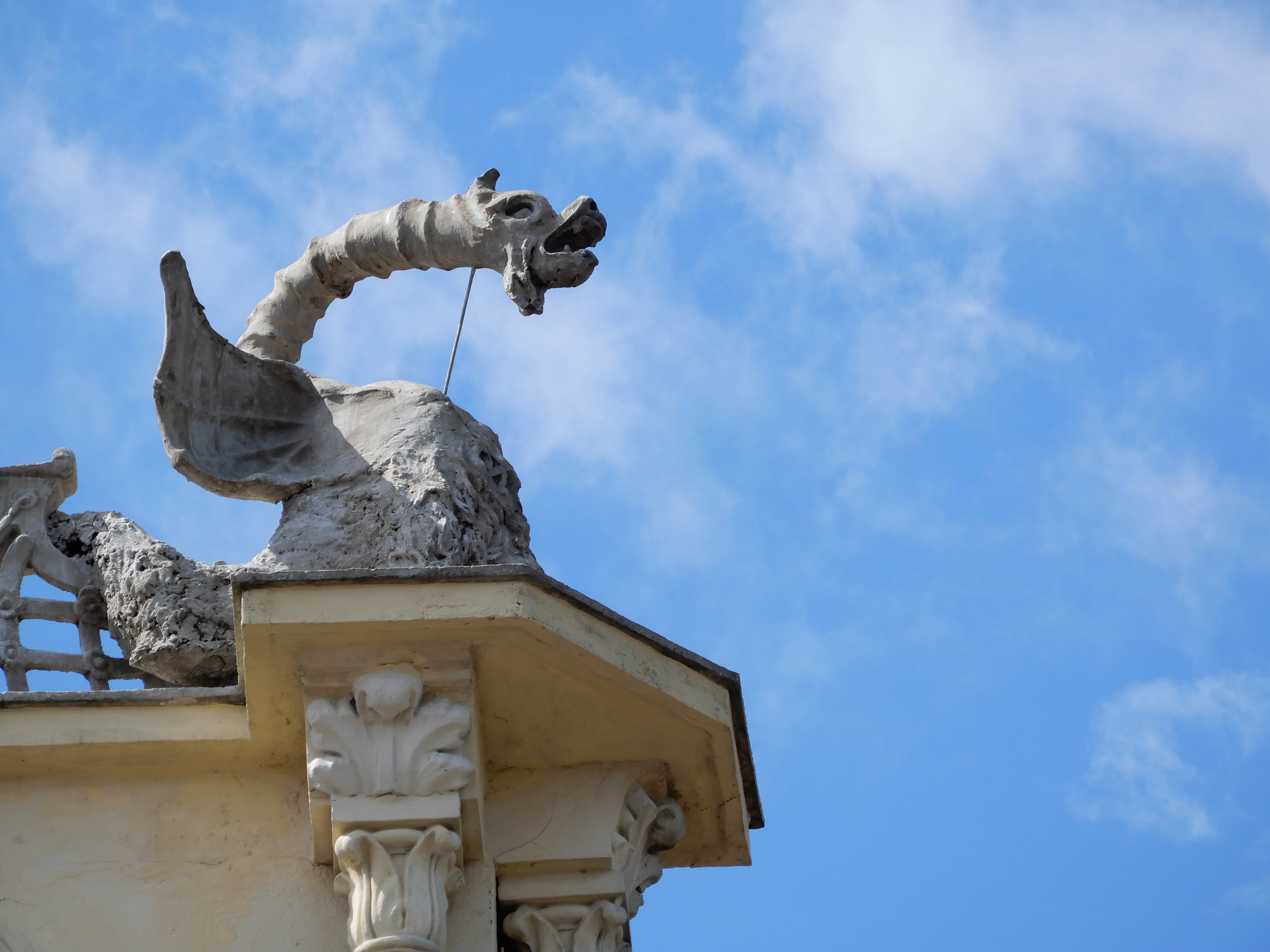
Uno dei draghi alati che ornano la loggia

## Descrizione
La villa, situata in posizione panoramica con vista sul lago di Viverone, presenta una commistione di elementi medievaleggianti e di elementi manieristici e barocchi quali le decorazioni in rilievo della sua torretta angolare, fulcro visivo dell'edificio. La sommità di quest'ultima è coronata da un loggiato protetto da coppie di colonne chiamate a sorreggerne la copertura decorata da statue di draghi alati urlanti.